# Bulbophyllum hapalanthos
Bulbophyllum hapalanthos là một loài phong lan thuộc chi Bulbophyllum.